# Ан Се Хьон
Ан Се Хьон (кор. 안세현, 14 жовтня 1995) — південнокорейська плавчиня.
Учасниця Олімпійських Ігор 2016 року.
Призерка Азійських ігор 2014, 2018 років.